# Clientis Biene Bank im Rheintal
Die Clientis Biene Bank im Rheintal mit Sitz in Altstätten ist eine im St. Galler Rheintal verankerte Schweizer Regionalbank. Sie wurde 1879 gegründet und ist in der Rechtsform einer Genossenschaft organisiert. Neben ihrem Hauptsitz verfügt die Bank über weitere Geschäftsstellen in Widnau und Rüthi.
Ihr Tätigkeitsgebiet liegt traditionell in den Bereichen Hypothekarfinanzierungen, Zahlen, Anlegen und Vorsorge, Private Banking sowie Bankgeschäfte mit kleinen und mittleren Unternehmen. 
Die Clientis Biene Bank im Rheintal ist als selbständige Regionalbank der Entris Holding AG angeschlossen. Innerhalb der Entris Holding AG gehört sie zur Teilgruppierung der Clientis Banken.